# Caudinos
Os caudinos eram uma tribo dos samnitas. Viviam nas montanhas que rodeavam Campânia, e nos vales dos rios Isclero e Volturno. A sua capital era a cidade de Cáudio, mas é provável que a apelação não se limitasse aos cidadãos de Cáudio e territórios adjacentes.

## História e fontes
Tito Lívio fala dos caudinos como uma tribo ou "gens", nos mesmos termos que utiliza para os hirpinos., e Niebuhr acredita serem uma das quatro tribos que formavam a confederação Samnita Ao ser o mais ocidental dos grupos samnitas, foram a tribo mais profundamente influenciada pelos gregos que colonizaram a Campânia.
Os caudinos não são mencionados como uma tribo à parte nas narrações sobre as Guerras Samnitas, provavelmente devido a que faziam parte das tropas samnitas de modo inerente. O território dos caudinos foi palco de numerosos combates. Veleio Patérculo (II. 1) indica que foram os caudinos com quem os romanos selaram o tratado de paz após a sua derrota na batalha das Forcas Caudinas. Nesse mesmo passagem, Lívio fala genericamente de "samnitas". O 275 a.C., a tribo foi subjugada por Lúcio Cornélio Lêntulo, cuja família consequentemente adotou o sobrenome Caudinos.

## Geografia
Os limites exatos dos seus territórios são desconhecidos. O geógrafo clássico Grácio Falisco chamou a grande massa massa montanhosa do Taburno de Caudinos Taburno, e devia tratar-se do centro do seu território. Provavelmente limitasse com as terras dos hirpinos para um lado e dos pentros para o oposto, enquanto a oeste confinava diretamente com a Campânia. O nome não é reconhecido por nenhum geógrafo como genérico, e parece que caiu em desuso: quando Plínio, o Velho menciona os caudinos, refere-se unicamente aos cidadãos de Cáudio.
As cidades mais conhecidas dos caudinos eram Cáudio, Caiácia, Trébula e Cubultéria.